# Cotuza
Cotuza là một chi bướm đêm thuộc họ Erebidae.